# Ontario

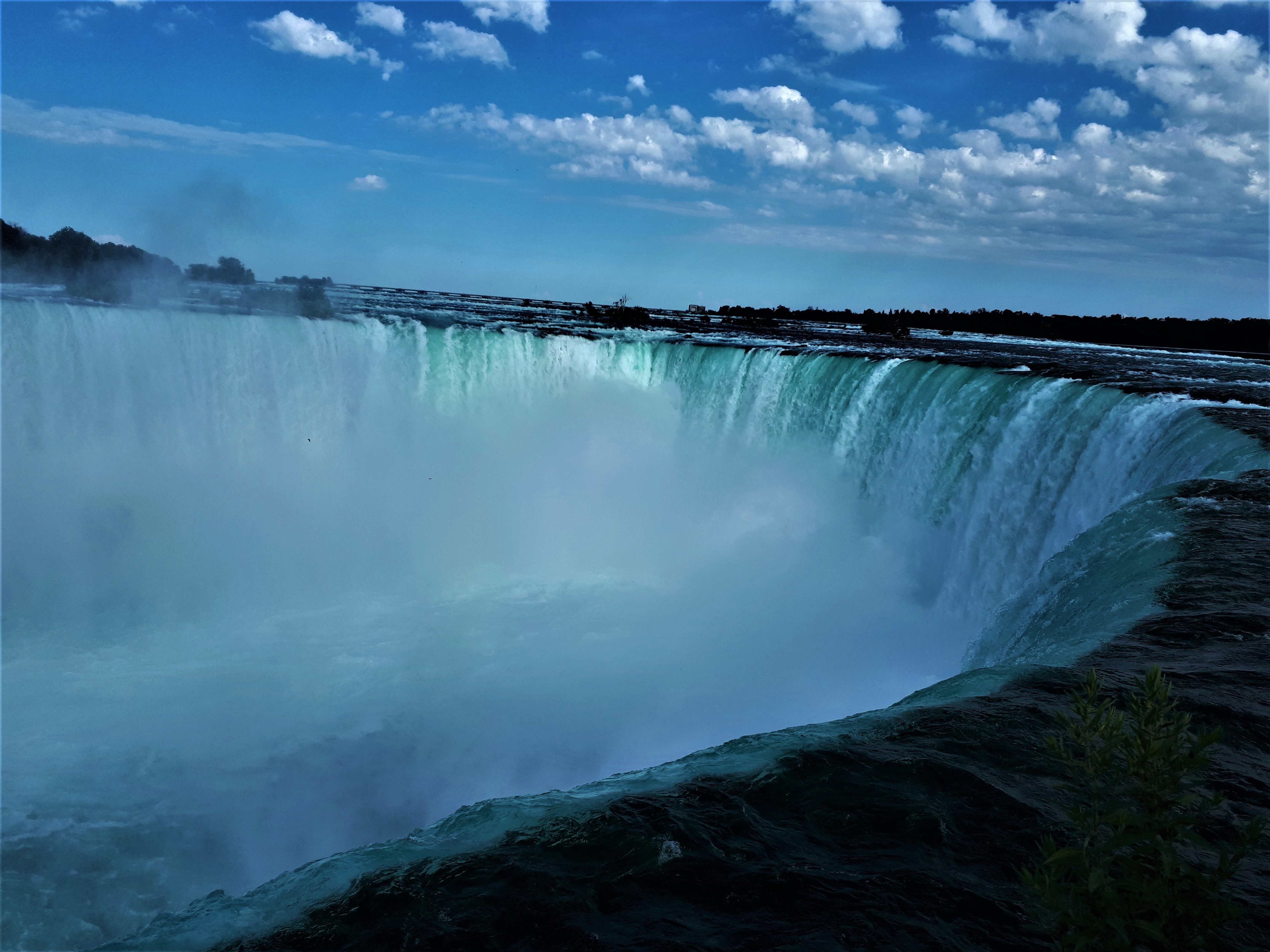
Thác Niagara

Ontario (/ɒnˈtɛərioʊ/ ⓘ on-TAIR-ee-oh; tiếng Pháp: [ɔ̃taʁjo]) là một tỉnh bang của Canada. Thác Niagara nổi tiếng thế giới và Ottawa, thủ đô của Canada, nằm trong địa phận tỉnh bang này.
Phía đông Ontario giáp với Québec, tây giáp với Manitoba, bắc giáp với vịnh Hudson và vịnh James, nam giáp với sông St. Lawrence và Ngũ Đại Hồ, tạo thành biên giới với các bang New York, Pennsylvania, Ohio, Michigan, Indiana, Illinois, Wisconsin và Minnesota của Hoa Kỳ. Là tỉnh bang lớn thứ hai của Canada, Ontario có diện tích gần 1,1 triệu km², trên nửa triệu ao hồ, và 60.000 km sông ngòi. Tính toàn bộ, Ontario lớn hơn hai nước Pháp và Tây Ban Nha gộp lại và có dân số trên 10 triệu người. Ở thủ phủ Toronto có nhiều hoạt động kinh tế và văn hoá. Ví dụ, tháp CN (CN tower) là công trình kiến trúc đứng riêng cao nhất thế giới cho đến năm 2007. Tên Ontario thường được cho là bắt nguồn từ tiếng Iroquois, Skanadario, có nghĩa là "Dòng nước đẹp".
Ontario – Tỉnh bang sầm uất, phát triển, sôi động nhất Canada và Bắc Mỹ về kinh tế với các thành phố lớn như Toronto và Ottawa... Theo số liệu thống kê năm 2012, GDP của Canada đạt 1.819.967 triệu CAD. Trong đó, Ontario đóng góp 674.485 triệu CAD. Ontario đã tạo ra 37% GDP của cả nước và là nơi có gần 50% dân số làm việc trong các ngành công nghệ cao, dịch vụ tài chính và công nghiệp tri thức khác.
Nằm trong khu vực thương mại tự do Bắc Mỹ với 460 triệu người và tạo ra sức mua 18 tỉ đô. Trong năm 2011, trao đổi thương mại giữa Canada – Mỹ đạt hơn 1,4 tỉ CAD, trong đó thương mại giữa Ontario – Mỹ chiếm khoảng 716 triệu đô CAD. Ontario – nơi có Toronto (trung tâm tài chính quốc gia), thủ đô lập pháp Ottawa đã tiếp đón hơn 1.100 các công ty đa quốc gia trong các lĩnh vực dịch vụ, tài chính, bất động sản trên toàn thế giới.
Toronto là một trung tâm quốc tế lớn cho các doanh nghiệp và được coi là thủ đô tài chính của Canada. Nơi đây tập trung các công ty dịch vụ hàng đầu như: Citco, CIBC Mellon, Commonwealth, Harmonic, IFDS, RBC Investor Services, SGGG, and State Street. Với hơn 245.000 người làm việc trong lĩnh vực này, Toronto là trung tâm tài chính lớn thứ 3 ở Bắc Mỹ sau New York và Chicago. Lao động trong ngành dịch vụ tài chính tại Toronto chiếm 64% của Ontario và 31% của Canada

## Từ nguyên
Tỉnh bang được đặt tên theo hồ Ontario, một thuật ngữ được cho là có nguồn gốc từ tiếng Iroquois:Skanadario, có nghĩa là "Dòng nước đẹp".Hoặc cũng có thể là Ontari: io nghĩa là "Chiếc hồ vĩ đại"

## Địa lý
Tỉnh bao gồm ba vùng địa lý chính:
- Khu bảo vệ người Canada mỏng ở khu vực tây bắc và trung tâm, bao gồm hơn một nửa diện tích đất của Ontario. Mặc dù khu vực này chủ yếu không hỗ trợ nông nghiệp, nhưng nó rất giàu khoáng chất và một phần nằm trong khu rừng Trung Mỹ và Trung Tây Shield, bao trùm các hồ và sông. Northern Ontario được chia thành hai tiểu vùng: Tây Bắc Ontario và Northeastern Ontario.
- Những vùng đất thấp Hudson Bay ở vùng cực Bắc và đông bắc, chủ yếu là đầm lầy và thưa thớt.
- Southern Ontario được chia thành bốn khu vực; Central Ontario (mặc dù không phải là trung tâm địa lý của tỉnh), Eastern Ontario, Golden Horseshoe và Southwestern Ontario (phần trước đây được gọi là Western Ontario).

Mặc dù không có địa hình đồi núi nào trong tỉnh nhưng có nhiều vùng đất cao, đặc biệt là trong vùng Canadian Shield đi qua tỉnh này từ tây bắc đến đông nam và cũng ở trên Niagara Escarpment băng qua phía nam. Điểm cao nhất là Ishpatina Ridge ở 693 mét (2,274 ft) trên mực nước biển nằm ở Temagami, Đông Bắc Ontario. Ở phía Nam, độ cao trên 500 m (1.640 ft) được vượt qua gần Collingwood, trên Dãy núi Blue ở vùng Dundalk Highlands và trong những ngọn đồi gần sông Madawaska ở Hạt Renfrew.
Vùng rừng Carolinian bao phủ hầu hết vùng tây nam của tỉnh. Thung lũng Great Lakes và Thung lũng Saint Lawrence ở phía nam là một phần của vùng sinh thái rừng vùng thấp ở Great Lakes ở vùng Đông Great Lakes, nơi rừng hiện nay đã được thay thế bằng nông nghiệp, công nghiệp và phát triển đô thị. Một đặc điểm địa lý nổi tiếng là Niagara Falls, một phần của Niagara Escarpment. Saint Lawrence Seaway cho phép chuyển hướng đến và đi từ Đại Tây Dương như xa đất liền Vịnh Thunder ở Northwestern Ontario. Bắc Ontario chiếm khoảng 87% diện tích bề mặt của tỉnh; Ngược lại phía Nam Ontario có 94 phần trăm dân số.
Point Pelee là một bán đảo của hồ Erie ở tây nam Ontario (gần Windsor và Detroit, Michigan), đó là phạm vi cực nam của đại lục Canada. Đảo Pelee và đảo Middle ở Hồ Erie mở rộng ra xa hơn. Tất cả đều nằm ở phía nam của 42 ° N  - hơi xa Nam so với biên giới phía bắc của California.

### Khí hậu
Khí hậu của Ontario thay đổi tùy theo mùa và địa điểm.  Nó bị ảnh hưởng bởi ba nguồn không khí: lạnh, khô, không khí Bắc cực từ phía bắc (yếu tố chi phối trong những tháng mùa đông, và kéo dài hơn một năm ở phía bắc Ontario); Không khí cực đoan ở vùng cực Bắc Thái Bình Dương đi qua từ vùng Prairies Phía Tây Canada / Đồng bằng Bắc Mỹ; Và không khí ấm áp, ẩm ướt từ Vịnh Mexico và Đại Tây Dương. Ảnh hưởng của các khối không khí chính đối với nhiệt độ và lượng mưa phụ thuộc chủ yếu vào vĩ độ, gần với các phần nước lớn và ở một mức độ nhỏ, giảm nhẹ địa hình.  Nói chung, hầu hết các môi trường của Ontario được phân loại là ẩm lục địa.  Ontario có ba vùng khí hậu chính.

Köppen các loại khí hậu của Ontario

Vùng Hồ Great Lakes xung quanh ảnh hưởng lớn đến vùng khí hậu nam Ontario.  Trong những tháng mùa thu và mùa đông, nhiệt lưu trữ từ các hồ được giải phóng, điều tiết khí hậu gần bờ hồ.  Điều này cho phép một số phần của miền nam Ontario mùa đông êm dịu hơn các khu vực trung lục địa ở các vĩ độ thấp hơn. Các bộ phận của Tây Nam Ontario (thường là phía nam của một tuyến từ Sarnia-Toronto) có khí hậu lục địa ẩm ướt trung bình, tương tự như các bang Trung Đại Tây Dương nội địa và phần Hồ Great Lakes của vùng Trung Tây Hoa Kỳ. Vùng có mùa nóng nắng nóng, ẩm ướt và mùa đông lạnh. Lượng mưa hàng năm dao động từ 750-1.000 mm (30-39 inch) và được phân bố tốt quanh năm. Hầu hết khu vực này nằm ở vùng lee of the Great Lakes, làm cho tuyết dồi dào ở một số khu vực. Vào tháng 12 năm 2010, băng tuyết lập kỷ lục mới khi nó bị trúng tuyết hơn một mét trong vòng 48 giờ.  Vùng khí hậu tiếp theo là vùng Trung và Đông Ontario có khí hậu lục địa ẩm ướt vừa phải (Köppen Dfb ). Vùng này có mùa hè nóng và đôi khi nóng với mùa đông lạnh hơn, mùa đông dài hơn, lượng tuyết rơi dồi dào (thậm chí ở các khu vực không nằm trong băng tuyết) và lượng mưa hàng năm tương tự như phần còn lại của Nam Ontario. 

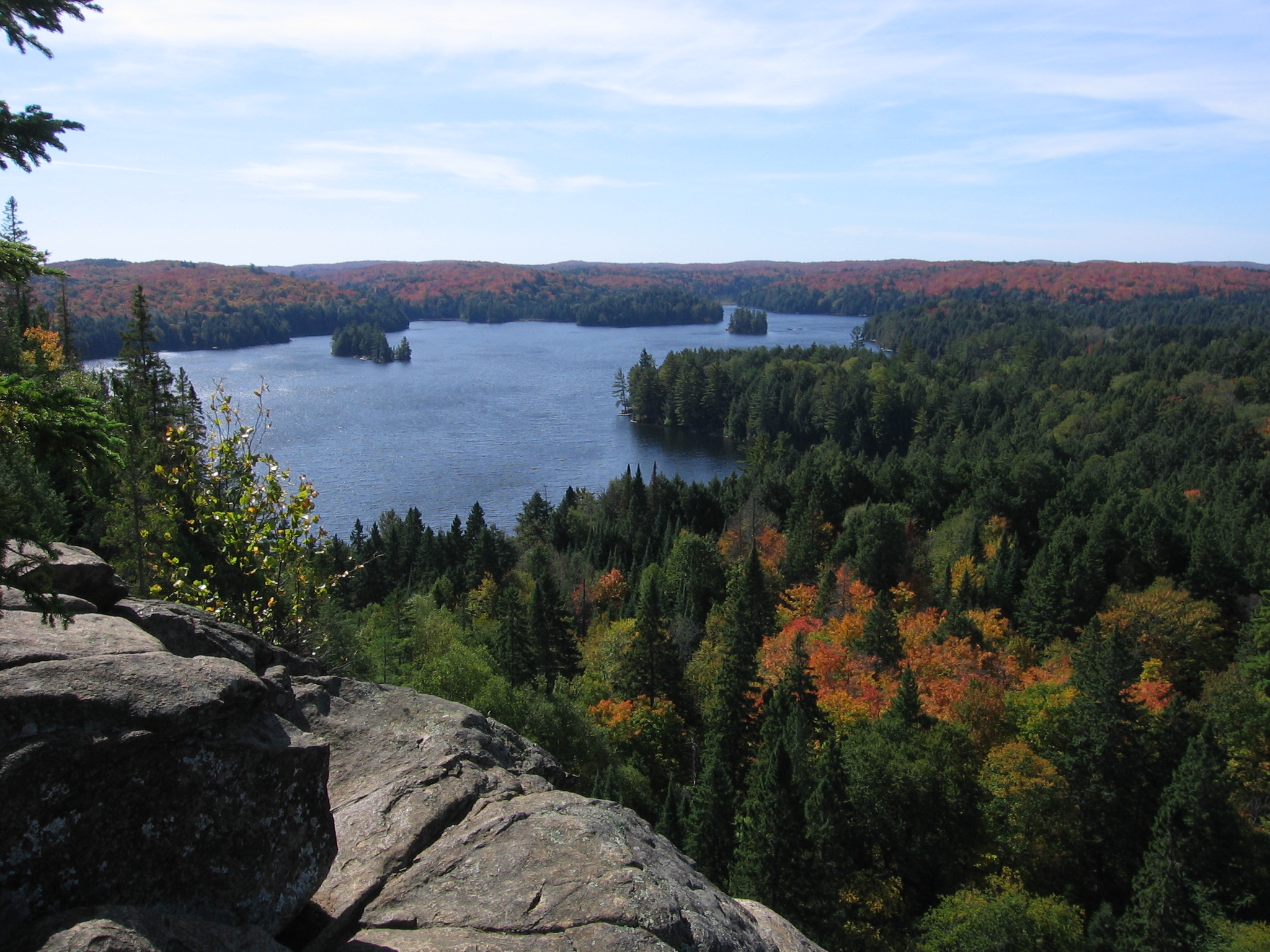
Công viên Algonquin

Ở phía đông bắc Ontario, kéo dài về phía nam như Hồ Kirkland, vùng nước lạnh của vịnh Hudson làm giảm nhiệt độ vào mùa hè, làm cho nó mát hơn các vị trí khác ở các vĩ độ tương tự. Điều này cũng đúng ở bờ phía Bắc của Hồ Superior, làm mát không khí ẩm nóng từ phía nam, dẫn đến nhiệt độ mùa hè mát mẻ hơn.  Dọc theo bờ phía đông của Hồ Superior và Hồ Huron nhiệt độ mùa đông hơi được kiểm duyệt nhưng đi kèm với tuyết có tuyết rơi thường xuyên nặngCác ô vuông làm tăng tổng lượng tuyết rơi theo mùa lên tới 3 m (10 ft) ở một số nơi. Những khu vực này có lượng mưa hàng năm cao hơn trong một số trường hợp trên 100 cm (39 inch). Phần phía bắc của Ontario - chủ yếu ở phía bắc 50 ° N - có khí hậu cận kề (Köppen Dfc ) với mùa đông lạnh kéo dài, mùa đông ngắn, mát đến mùa hè ấm áp với những thay đổi nhiệt độ có thể xảy ra trong mọi mùa. Không có các dãy núi lớn ngăn chặn không khí Arctic chìm, nhiệt độ -40 °C (-40 °F) không phải là hiếm; Tuyết rơi vẫn còn trên mặt đất đôi khi hơn nửa năm. Sự tích tụ tuyết rơi có thể cao ở một số khu vực. Lượng mưa nói chung ít hơn 70 cm (28 in) và đỉnh vào những tháng hè dưới dạng mưa rào hoặc giông bão.
Cơn sấm sét nghiêm trọng vào mùa hè. London, nằm ở phía Nam (Tây Nam Ontario ) , có những đợt sét đánh mỗi năm ở Canada, trung bình 34 ngày mỗi năm có dông bão. Trong một năm điển hình, Ontario trung bình đã xác định được 11 trận lốc xoáy. Tuy nhiên, trong 4 năm qua, đã có hơn 20 trận lốc xoáy mỗi năm, với tần số cao nhất xảy ra tại khu vực Windsor-Essex - Chatham Kent, mặc dù ít có tính phá hoại (đa số giữa F0 đến F2 trên thang Fujita). Ontario đã có 29 trận lốc xoáy kỷ lục vào năm 2006 và 2009. Những tàn dư đôi khi gây ra mưa lớn và gió ở phía nam, nhưng hiếm khi gây tử vong. Một ngoại lệ đáng chú ý là cơn bão Hazel tấn công miền Nam Ontario tập trung vào Toronto vào tháng 10 năm 1954.
| Thành phố                                         | Tháng 7 (°C) | Tháng 7 (°F) | Tháng Giêng (°C) | Tháng Giêng (°F) |
| ------------------------------------------------- | ------------ | ------------ | ---------------- | ---------------- |
| Windsor (Sân bay Quốc tế Windsor)                 | 28/18        | 82/64        | 0 / -7           | 31/19            |
| Thác Niagara (NPCSH)                              | 27/17        | 81/63        | 0 / -8           | 30/18            |
| Toronto (Phụ lục)                                 | 27/18        | 80/64        | -1 / -7          | 30/20            |
| Midland (Nhà máy Kiểm soát Ô nhiễm Nước)          | 26/16        | 78/61        | -4 / -13         | 25/8             |
| Ottawa (Sân bay Quốc tế Ottawa Macdonald-Cartier) | 27/16        | 80/60        | -6 / -14         | 22/6             |
| Sudbury (Sân bay Sudbury)                         | 25/13        | 77/56        | -8 / -19         | 18/0             |
| Emo (Emo Radbourne)                               | 25/11        | 77/52        | -9 / -22         | 15 / -9          |
| Thunder Bay (Sân bay Quốc tế Thunder Bay)         | 24/11        | 76/52        | -9 / -21         | 18 / -5          |
| Kenora (Sân bay Kenora)                           | 24/15        | 76/59        | -11 / -21        | 12 / -5          |
| Moosonee (UA)                                     | 23/9         | 73/48        | -14 / -26        | 8 / -15          |

## Lịch sử

Phát triển và thay đổi các tỉnh và lãnh thổ của Canada kể từ khi lập liên minh vào năm 1867

Đất đai không được phân chia hợp pháp thành các đơn vị hành chính cho đến khi một hiệp định kết thúc với người thổ dân chuyển nhượng đất đai. Năm 1788, trong khi một phần của tỉnh Quebec, phía nam Ontario được chia thành bốn quận: Hesse, Lunenburg, Mecklenburg và Nassau.
Năm 1792, bốn huyện được đổi tên thành: Hesse trở thành khu vực phía Tây, Lunenburg trở thành quận phía đông, Mecklenburg trở thành quận Midland, và Nassau trở thành Quận chủ. Quận đã được tạo ra trong huyện.
Đến năm 1798, có tám huyện: Đông, Nhà, Johnstown, London, Midland, Newcastle, Niagara, và phương Tây.
Đến năm 1826, có mười một quận: Bathurst, Eastern, Gore, Home, Johnstown, London, Midland, Newcastle, Niagara, Ottawa và Tây.
Vào năm 1838, có hai mươi huyện: Bathurst, Brock, Colbourne, Dalhousie, Đông, Gore, Home, Huron, Johnstown, London, Midland, Newcastle, Niagara, Ottawa, Prince Edward, Simcoe, Talbot, Victoria, Wellington và Western.
Năm 1849, các huyện phía nam Ontario đã được bãi bỏ bởi các tỉnh của Canada, và quận chính phủ đã tiếp quản một số trách nhiệm, thành phố. Tỉnh Ca-na-đa cũng bắt đầu tạo ra các quận ở vùng Ontario đông dân với việc thành lập quận Algoma và quận Nipissing vào năm 1858.
Biên giới của Ontario, tên mới của nó vào năm 1867, được mở rộng tạm thời ở phía bắc và phía tây. Khi tỉnh Ca-na-đa được thành lập, biên giới của nó không hoàn toàn rõ ràng, và Ontario tuyên bố cuối cùng đã đến được cả dãy núi Rocky và Bắc Băng Dương. Với việc mua lại Rupert's Land của Canada, Ontario đã quan tâm đến việc xác định rõ ràng biên giới, đặc biệt là vì một số khu vực mới mà nó quan tâm đang phát triển nhanh chóng. Sau khi chính phủ liên bang yêu cầu Ontario thanh toán cho việc xây dựng ở khu vực tranh chấp mới, tỉnh đã yêu cầu xây dựng các giới hạn của nó, và ranh giới của nó đã được chuyển lên phía bắc đến cực bắc 51.
Các ranh giới phía bắc và phía tây của Ontario đã bị tranh chấp sau khi Liên minh Calci. Quyền của Ontario đối với Tây Bắc Ontario được Ủy ban Tư pháp của Hội đồng Tư pháp quyết định năm 1884 và được xác nhận bởi Đạo luật Canada (Ontario Roundary), 1889 của Quốc hội Vương quốc Anh. Đến năm 1899, có bảy huyện phía bắc: Algoma, Manitoulin, Muskoka, Nipissing, Parry Sound, Sông Rainy và Thunder Bay. Bốn quận khác của miền Bắc được tạo ra từ năm 1907 đến năm 1912: Cochrane, Kenora, Sudbury và Timiskaming.
 Liên hệ với Châu Âu
Trước sự xuất hiện của người châu Âu, khu vực này đã có người ở Algonquian (Ojibwa, Cree và Algonquin) ở phần phía bắc / tây, và Iroquois và Wyandot (Huron) nhiều hơn ở phía nam / đông.  Trong thế kỷ 17, Algonquians và Hurons đã chiến đấu trong Chiến tranh Beaver chống lại Iroquois.  Nhà thám hiểm người Pháp Étienne Brûlé khám phá một phần của khu vực vào năm 1610-12.  Nhà thám hiểm người Anh Henry Hudson đã đi thuyền vào vịnh Hudson vào năm 1611 và tuyên bố khu vực này cho nước Anh.

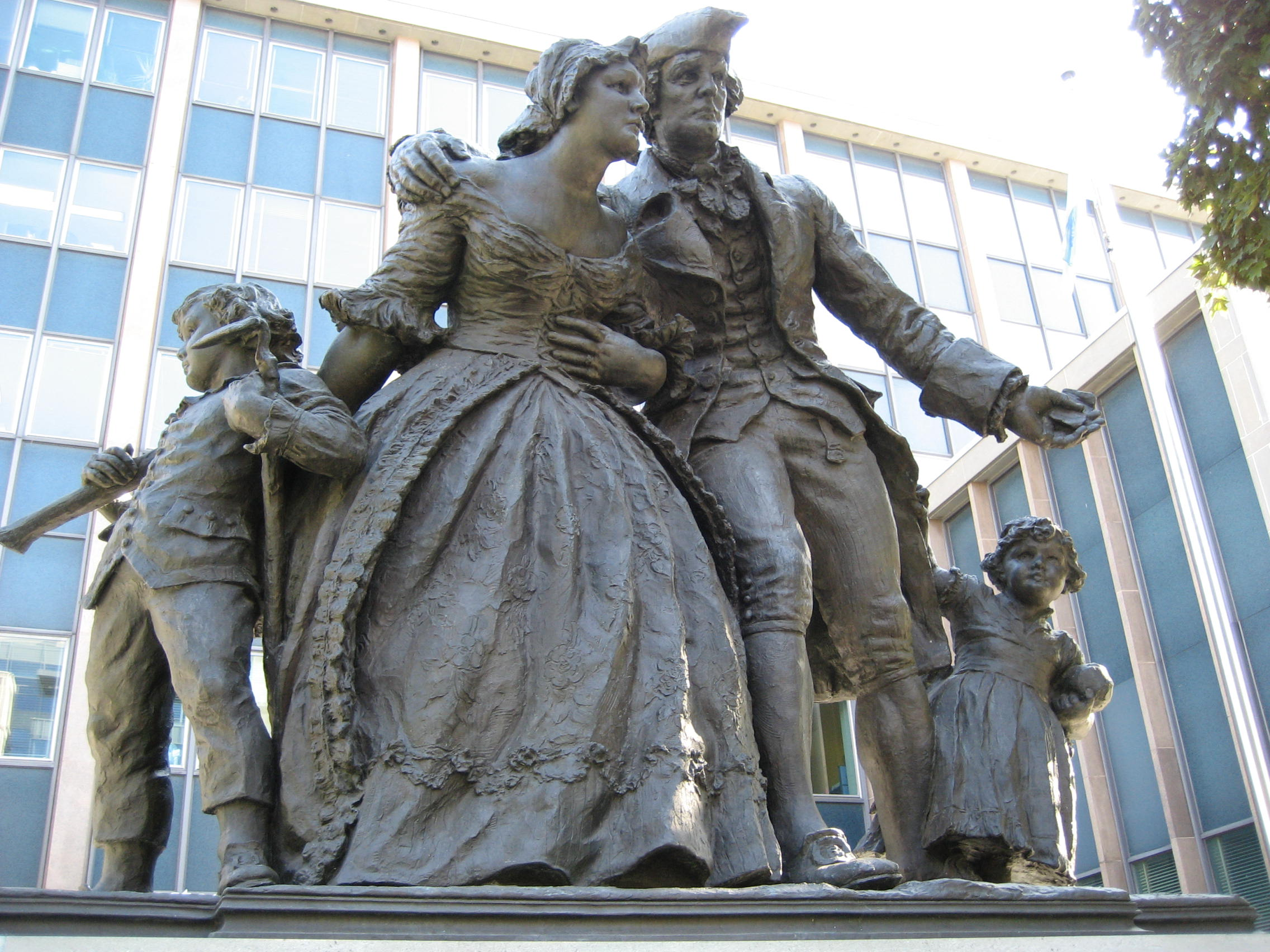
Tượng Đế chế Thống nhất Thống nhất ở trung tâm thành phố Hamilton trên Main Street East.

Samuel de Champlain đến Hồ Huron năm 1615, và các nhà truyền giáo Pháp bắt đầu thiết lập các bệ dọc theo Great Lakes. Sự giải quyết của người Pháp đã bị cản trở bởi cuộc chiến của họ với Iroquois, người đã liên minh với người Anh.  Từ năm 1634 đến năm 1640, Huron bị tàn phá bởi các bệnh truyền nhiễm ở châu Âu, như bệnh sởi và đậu mùa, mà họ không có miễn dịch.  Năm 1700, Iroquois đã rời khỏi Ontario và Mississaugas của Ojibwa đã định cư trên bờ phía bắc của Hồ Ontario.
Anh thành lập các trụ sở thương mại trên Vịnh Hudson vào cuối thế kỷ 17 và bắt đầu một cuộc đấu tranh cho sự thống trị của Ontario. Các năm 1763 Hiệp ước Paris kết thúc chiến tranh bảy năm bằng cách trao gần như tất cả các tài sản Mỹ Bắc của Pháp (New France) để Anh. Khu vực này được nối vào Quebec năm 1774.  Các khu định cư châu Âu đầu tiên là vào năm 1782-1784 khi 5.000 người trung thành Mỹ bước vào Ontario bây giờ là sau cuộc Cách mạng Hoa Kỳ.  Các Vương quốc Anh cấp cho họ 200 mẫu Anh (81 ha) đất và các mặt hàng khác mà để xây dựng lại cuộc sống của họ.Người Anh cũng thiết lập các đặt chỗ ở Ontario cho nhữngngười Mohawks đã chiến đấu cho người Anh và đã mất đất ở bang New York. Iroquois khác đã được tái định cư năm 1784 tạikhu bảo tồn Six Nations ở phía tây của hồ Ontario.
Dân số của Canada ở phía tây của hợp lưu sông St Lawrence-Ottawa tăng lên đáng kể trong thời gian này, một thực tế được thừa nhận theo Đạo luật Hiến pháp năm 1791, tách Quebec thành Canadas: Thượng Canada phía tây nam của hợp lưu sông St Lawrence-Ottawa, Và Hạ Canada phía đông của nó. John Graves Simcoe được bổ nhiệm làm Thống đốc Trung cấp đầu tiên của Canada năm 1793.

### Thượng Canada
Quân Mỹ trong Chiến tranh năm 1812 đã xâm chiếm Thượng Canada qua sông Niagara và sông Detroit, nhưng đã bị đánh bại và đẩy lùi bởi các lực lượng fencibles và militias của Anh, Canada và các chiến binh của First Nations. Tuy nhiên, cuối cùng người Mỹ đã giành quyền kiểm soát Lake Erie và Lake Ontario. Trong Trận chiến York năm 1813, quân đội Hoa Kỳ chiếm thành phố York. Người Mỹ cướp phá thị trấn và đốt tòa nhà Nghị viện trong thời gian chiếm đóng ngắn.
Sau Chiến tranh năm 1812, sự ổn định tương đối cho phép số lượng người nhập cư gia tăng từ châu Âu hơn là từ Hoa Kỳ. Cũng như trường hợp trong những thập kỷ trước, sự chuyển đổi nhập cư này đã được khuyến khích bởi các nhà lãnh đạo thuộc địa. Mặc dù đất đai có giá cả phải chăng và thường là đất đai tự do, nhiều người mới đến, chủ yếu là từ Anh và Ireland, đã tìm thấy cuộc sống biên giới với khí hậu khắc nghiệt khó khăn và một số người có phương tiện cuối cùng trở về nhà hoặc đi về phía nam. Tuy nhiên, tăng trưởng dân số vượt xa số người di cư trong những thập kỷ tiếp theo. Đó là một xã hội chủ yếu dựa vào nông nghiệp, nhưng các dự án kênh và một mạng lưới các tuyến đường ván mới thúc đẩy thương mại lớn hơn trong vùng thuộc địa và với Hoa Kỳ, qua đó cải thiện mối quan hệ trước đây bị hư hỏng theo thời gian.
Trong khi đó, nhiều đường thủy của Ontario hỗ trợ du lịch và vận chuyển vào nội thất và cung cấp nước cho phát triển. Khi dân số tăng lên, ngành công nghiệp và mạng lưới giao thông cũng vậy, do đó đã dẫn tới sự phát triển hơn nữa. Vào cuối thế kỷ này, Ontario đã thắng với Quebec như là nhà lãnh đạo quốc gia về tăng trưởng dân số, công nghiệp, nghệ thuật và truyền thông.
Tình trạng bất ổn ở vùng thuộc địa bắt đầu châm ngòi với gia đình quý tộc Gia đình, người điều hành trong khi lợi ích kinh tế từ các nguồn lực của khu vực, và những người không cho phép các cơ quan bầu cử được quyền lực. Sự oán giận này thúc đẩy lý tưởng cộng hòa và gieo hạt giống cho chủ nghĩa dân tộc Canada. Theo đó, cuộc nổi dậy ủng hộ chính phủ có trách nhiệm tăng ở cả hai khu vực; Louis-Joseph Papineau dẫn đầu Cuộc nổi dậy ở Hạ Canada và William Lyon Mackenzie dẫn đầu Cuộc nổi dậy ở Upper Canada.

### Canada Tây
Mặc dù cả hai cuộc nổi dậy đã được đưa ra ngắn gọn, chính phủ Anh đã gửi Lord Durham để điều tra nguyên nhân gây ra tình trạng bất ổn. Ông đề nghị Chính phủ Tự trị được cấp và Hạ và Upper Canada được tái tham gia trong một nỗ lực để thuần thục người Canada gốc Pháp. Theo đó, hai thuộc địa đã được sáp nhập vào tỉnh của Canada theo Đạo luật Liên minh 1840 , với thủ đô tại Kingston và Upper Canada được gọi là Canada Tây. Chính quyền nghị việnĐược ban hành vào năm 1848. Có những đợt sóng nhập cư vào những năm 1840, và dân số của Canada Tây tăng hơn gấp đôi vào năm 1851 trong thập kỷ trước. Kết quả là lần đầu tiên số lượng người nói tiếng Anh của Canada West vượt qua nhóm người nói tiếng Pháp ở Canada East, nghiêng về sự cân bằng quyền lực đại diện.
Sự bùng phát kinh tế vào những năm 1850 trùng với việc mở rộng đường sắt trên khắp tỉnh, tiếp tục tăng sức mạnh kinh tế của Trung Canada. Với việc bãi bỏ Luật về Ngô và thỏa thuận có đi có lại với Hoa Kỳ, nhiều ngành công nghiệp khác nhau như gỗ, khai thác mỏ, trồng trọt và rượu chưng cất có lợi rất lớn.
Một sự bất đồng chính trị giữa các nhà lập pháp Pháp và tiếng Anh, cũng như sự sợ hãi của sự xâm lược từ Hoa Kỳ trong và ngay sau cuộc Nội chiến Hoa Kỳ, dẫn đầu tầng lớp chính trị để tổ chức một loạt các hội nghị vào những năm 1860 nhằm tạo ra một liên bang rộng lớn hơn Công đoàn của tất cả các thuộc địa Bắc Mỹ của Anh. Các Bắc Mỹ Đạo luật Anh mất hiệu lực từ ngày 01 tháng 7 năm 1867, thành lập Dominion của Canada, ban đầu với bốn tỉnh: Nova Scotia, New Brunswick, Quebec và Ontario. Tỉnh của Canada được chia thành Ontario và Quebec để mỗi nhóm ngôn ngữ sẽ có một tỉnh riêng. Cả Quebec và Ontario đều được yêu cầu theo mục 93 của Đạo luật Bắc Mỹ của AnhĐể bảo vệ quyền và lợi ích giáo dục hiện có của người Tin lành và người thiểu số Ca-tô. Do đó, các trường Công giáo riêng biệt và bảng giáo dục được phép ở Ontario. Tuy nhiên, cả hai tỉnh đều không có yêu cầu về hiến pháp để bảo vệ người thiểu số nói tiếng Pháp hoặc tiếng Anh. Toronto đã chính thức được thành lập như là thủ phủ của tỉnh Ontario.

### Tỉnh
Sau khi thành lập như một tỉnh, Ontario đã tiến hành khẳng định quyền lực kinh tế và lập pháp của mình. Vào năm 1872, luật sư Oliver Mowat trở thành Thủ tướng của Ontario và giữ chức vụ thủ tướng cho đến năm 1896. Ông đã chiến đấu vì quyền của tỉnh, làm suy yếu quyền lực của chính phủ liên bang trong các vấn đề của tỉnh, thường là thông qua những lời kêu gọi tranh luận tốt với Ủy ban Tư pháp của Hội đồng Tư hữu. Những trận đánh của ông với chính phủ liên bang đã phân cấp rất nhiều Canada, cho phép các tỉnh có quyền lực hơn John A. MacdonaldĐã dự định. Ông đã củng cố và mở rộng các cơ sở giáo dục và tỉnh của Ontario, tạo ra các khu vực ở Bắc Ontario, và đã chiến đấu để đảm bảo rằng những khu vực của Tây Bắc Ontario không phải là một phần của Upper Canada (vùng rộng lớn phía bắc và phía tây của lưu vực Hồ Superior-Hudson Bay, các quận của Keewatin) sẽ trở thành một phần của Ontario, một chiến thắng thể hiện trong (Boundary) Đạo luật Canada Ontario, 1889 . Ông cũng đã chủ trì sự xuất hiện của tỉnh này thành nhà máy kinh tế của Canada. Mowat là người tạo ra cái gọi là Empire Ontario .
Bắt đầu với Chính sách Quốc gia Sir John A. Macdonald (1879) và việc xây dựng tuyến đường sắt Thái Bình Dương của Canada (1875-1885) thông qua miền Bắc Ontario và vùng Cananda đến British Columbia, Ontario sản xuất và công nghiệp phát triển rực rỡ. Tuy nhiên, dân số tăng chậm lại sau khi một cuộc suy thoái trầm trọng xảy ra vào năm 1893, do đó làm chậm tăng trưởng mạnh nhưng chỉ trong vài năm. Nhiều người nhập cư mới đến và những người khác di chuyển về phía tây dọc theo tuyến đường sắt tới các tỉnh Prairie và British Columbia, thường xuyên định cư phía Bắc Ontario.
Khai thác khoáng sản đã tăng nhanh vào cuối thế kỷ 19, dẫn đến sự gia tăng các trung tâm khai thác quan trọng ở phía đông bắc, như Sudbury, Cobalt và Timmins. Tỉnh đã khai thác nguồn nước để sản xuất thủy điện và thành lập Ủy ban Nhà nước về Điện thủy điện của Ontario, sau đó là Ontario Hydro. Sự sẵn có của điện năng giá rẻ tiếp tục tạo điều kiện cho sự phát triển của ngành công nghiệp. Công ty Ford Motor của Canada được thành lập vào năm 1904. General Motors Canada được thành lập vào năm 1918. Ngành công nghiệp ô tô đã trở thành ngành công nghiệp sinh lợi nhất cho nền kinh tế Ontario trong thế kỷ 20.
Vào tháng 7 năm 1912, chính quyền Bảo thủ của Sir James Whitney đã ban hành Quy định 17 làm hạn chế đáng kể việc học tiếng Pháp đối với người thiểu số nói tiếng Pháp của tỉnh. Người Pháp gốc Canada đã phản ứng giận dữ, nhà báo Henri Bourassa đã tố cáo "Prussians of Ontario". Các quy định cuối cùng đã được bãi bỏ vào năm 1927.
Bị ảnh hưởng bởi các sự kiện ở Hoa Kỳ, chính phủ của Sir William Hearst giới thiệu việc cấm uống rượu vào năm 1916 với sự vượt qua của Đạo luật Temperance Ontario. Tuy nhiên, người dân có thể chưng cất và duy trì nguồn cung cá nhân của họ, và các nhà sản xuất rượu có thể tiếp tục chưng cất và xuất khẩu để bán, cho phép ngành công nghiệp đã có thể tăng cường hơn nữa. Ontario đã trở thành một căn cứ buôn lậu ma túy bất hợp pháp và là nhà cung cấp lớn nhất vào Hoa Kỳ, điều này hoàn toàn bị cấm. Việc cấm ở Ontario đã chấm dứt vào năm 1927 với việc thành lập Ban Kiểm soát rượu của Ontario dưới sự quản lý của chính phủ Howard Ferguson. Việc bán và tiêu thụ rượu, rượu vang và bia vẫn bị kiểm soát bởi một số luật cực đoan nhất ở Bắc Mỹ để đảm bảo rằng các tiêu chuẩn nghiêm ngặt về cộng đồng và doanh thu từ độc quyền bán lẻ rượu được duy trì. Tháng 4 năm 2007, Thành viên Ontario của tỉnh Kim Craitor cho rằng các nhà sản xuất bia địa phương nên có thể bán bia của họ tại các cửa hàng góc địa phương; Tuy nhiên, chuyển động nhanh chóng bị Thủ hiến Dalton McGuinty bác bỏ.
Giai đoạn sau Thế chiến II là một trong những sự thịnh vượng đặc biệt và tăng trưởng. Ontario là người nhận đa số di dân đến Canada, phần lớn là những người nhập cư từ Châu Âu bị chiến tranh tàn phá vào những năm 1950 và 1960 và sau những thay đổi trong luật nhập cư của liên bang, một làn sóng khổng lồ những người không phải châu Âu kể từ những năm 1970. Từ một tỉnh thuộc tỉnh sắc tộc Anh quốc, Ontario đã nhanh chóng trở nên văn hoá rất đa dạng.
Phong trào dân tộc chủ nghĩa ở Quebec, đặc biệt sau cuộc bầu cử Parti Québécois năm 1976, đã góp phần thúc đẩy nhiều doanh nghiệp và người nói tiếng Anh ra khỏi Quebec đến Ontario, và kết quả là Toronto vượt qua Montreal như là thành phố lớn nhất và trung tâm kinh tế của Canada. [ Cần dẫn nguồn ] Điều kiện kinh tế suy thoái ở các tỉnh Maritime cũng dẫn đến tình trạng dân số của các tỉnh này trong thế kỷ 20, với việc di cư quá mức vào Ontario. [ Cần dẫn nguồn ]
Ngôn ngữ chính thức của Ontario là tiếng Anh.  Nhiều dịch vụ ngôn ngữ tiếng Pháp có sẵn theo Đạo luật Dịch vụ Ngôn ngữ Pháp năm 1990 trong các khu vực được chỉ định, nơi có nhiều người nói tiếng Pháp.

## Kinh tế

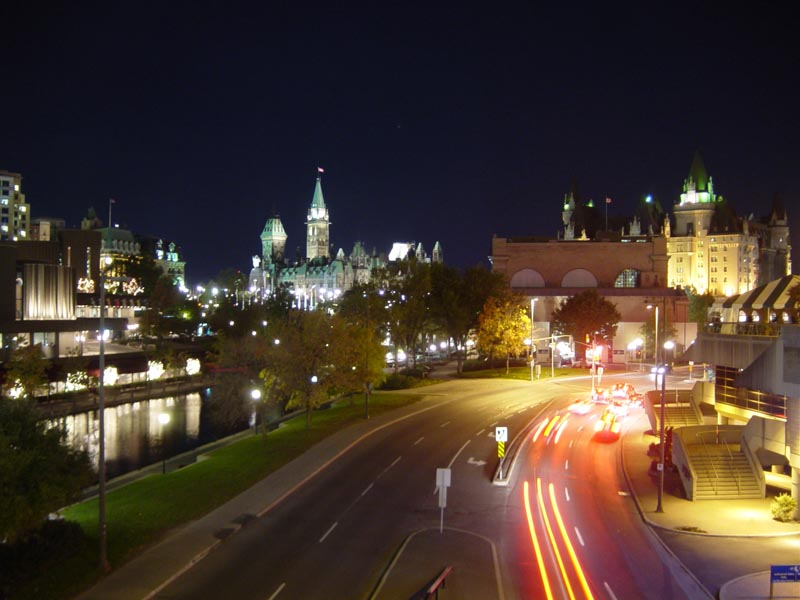
Ottawa-thủ đô của Canada

Nền kinh tế ở Ontario rất đa dạng. Ontario có nền kinh tế lớn nhất ở Canada. Mặc dù sản xuất đóng một vai trò quan trọng trong nền kinh tế Ontario, chiếm 12,6% GDP của tỉnh, nhưng lĩnh vực dịch vụ lại chiếm phần lớn, khoảng 77,9%, của nền kinh tế.
Ontario là tỉnh đông dân nhất của Canada, với dân số khoảng 14,19 triệu thường trú nhân vào năm 2017. Đây là tỉnh sản xuất hàng đầu của Canada, chiếm 46% GDP sản xuất năm 2017.
Lạm phát CPI của tỉnh trong năm 2018 đã được xác nhận là 2,2%, với tỷ lệ thất nghiệp là 5,6% vào tháng 1 năm 2019. Tỷ lệ thất nghiệp này dựa trên 447.400 người thất nghiệp ở Ontario.
Năm 2017, các mặt hàng xuất khẩu quốc tế chính của Ontario là xe có động cơ và phụ tùng (35,3%), thiết bị cơ khí (10,1%), kim loại quý và đá (9,8%), máy móc điện (3,9%) và sản phẩm nhựa (3,6%). Nhập khẩu quốc tế chính của Ontario là linh kiện và phụ tùng xe có động cơ (22,6%), thiết bị cơ khí (14,4%), máy móc điện (11,4%), sản phẩm nhựa (3,9%) và dược phẩm (3,4%).
Ontario là tỉnh bang hàng đầu thu hút vốn đầu tư trực tiếp từ nước ngoài (FDI) ở Bắc Mỹ vào năm 2013, với 7,23 tỷ đô la. Con số này chiếm hơn một phần mười tổng số vốn FDI vào Bắc Mỹ. Đây cũng là bang đứng thứ 4 về vốn FDI ra nước ngoài, đạt 7,74 tỷ USD.
Tính đến năm 2017, Ontario là tỉnh có nền kinh tế phát triển nhanh thứ hai ở Canada, đầu tiên là Alberta.
Các con sông của Ontario làm cho nó giàu năng lượng thủy điện.  Trong năm 2009, Ontario Power Generation tạo ra 70% điện của tỉnh, trong đó 51% là hạt nhân, 39% là thủy điện và 10% là nhiên liệu hóa thạch.  Đến năm 2025, điện hạt nhân dự kiến sẽ cung cấp 42%, trong khi sản xuất nguồn nhiên liệu hóa thạch dự kiến sẽ giảm nhẹ trong 20 năm tới. Phần lớn sản lượng điện mới xuất hiện trực tuyến trong vài năm qua là các loại khí tự nhiên hoặc khí tự nhiên kết hợp. Tuy nhiên, OPG không chịu trách nhiệm về việc truyền tải điện, dưới sự kiểm soát của Hydro One. Mặc dù có nhiều lựa chọn quyền lực khác nhau, các vấn đề liên quan đến tiêu thụ ngày càng tăng, thiếu hiệu suất năng lượng và các lò phản ứng hạt nhân cũ, Ontario đã buộc phải mua điện từ các nước láng giềng Quebec và Michigan để bổ sung nhu cầu năng lượng của họ trong thời gian tiêu thụ cao điểm. Tỷ lệ nội địa cơ bản của Ontario trong năm 2010 là 11,17 cent / kWh; Ngược lại. Quebec là 6,81.  Vào tháng 12 năm 2013, chính phủ dự kiến mức tăng 42% vào năm 2018, và 68% vào năm 2033.  Tỷ lệ công nghiệp dự kiến sẽ tăng 33% vào năm 2018, và 55% vào năm 2033.
Một sự phong phú của tài nguyên thiên nhiên, liên kết giao thông tuyệt vời để các khu trung tâm Mỹ và nội địa Great Lakes làm cận với đại dương có thể qua tàu container, tất cả đều góp phần làm cho sản xuất hiệu trưởng ngành công nghiệp của tỉnh, phát hiện chủ yếu ở khu vực Golden Horseshoe, đó là Khu vực công nghiệp hóa lớn nhất ở Canada, phía nam của khu vực là một phần của Bắc Rust Belt Bắc Mỹ. Các sản phẩm quan trọng bao gồm xe có động cơ, sắt, thép, thực phẩm, thiết bị điện, máy móc, hóa chất và giấy.

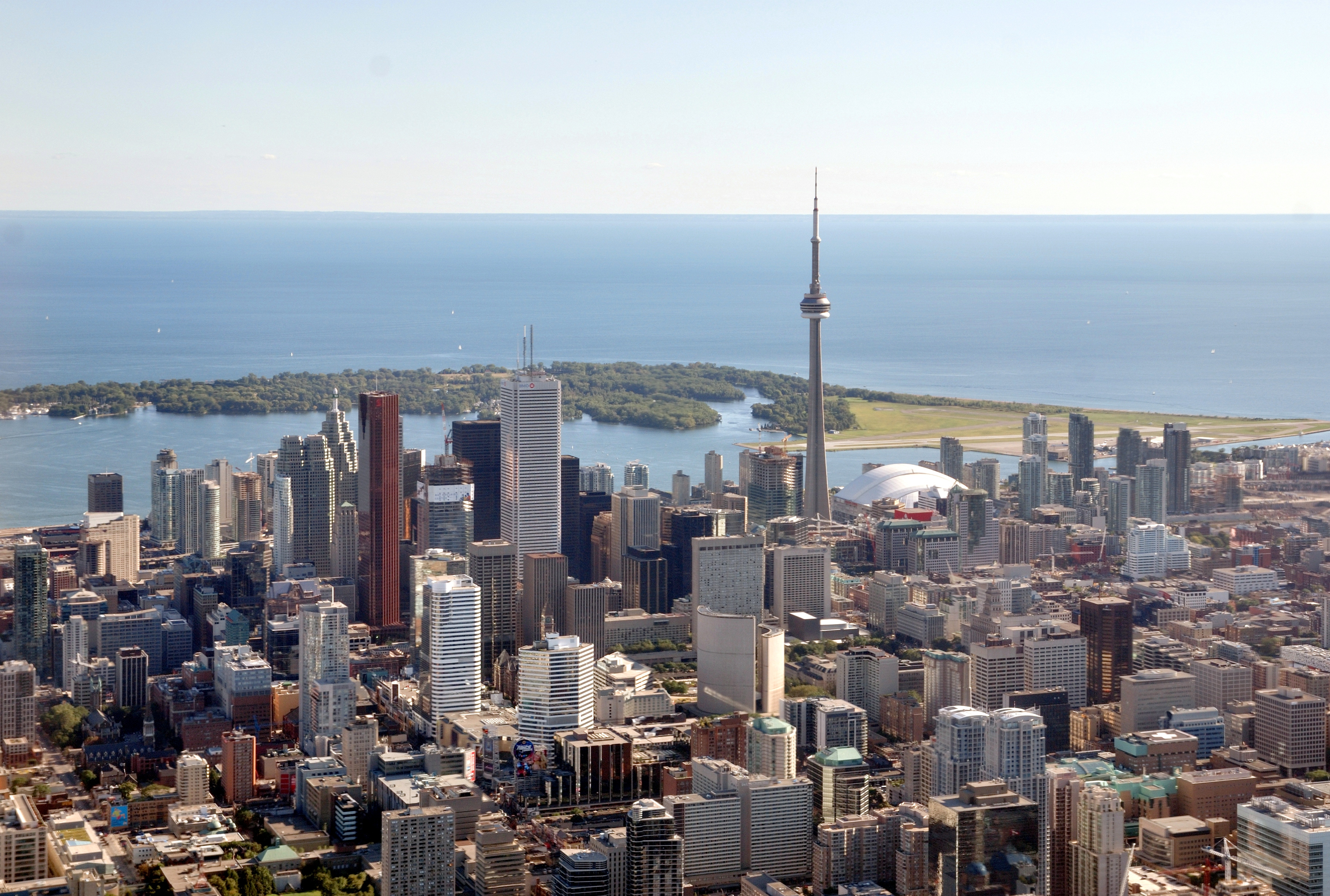
Thành phố Toronto-trung tâm tài chính của Canada

Ontario đã vượt qua Michigan trong sản xuất ôtô, lắp ráp 2.696 triệu xe trong năm 2004. Ontario có nhà máy Chrysler ở Windsor và Bramalea, hai nhà máy GM ở Oshawa và một ở Ingersoll, một nhà máy lắp ráp Honda tại Alliston, các nhà máy Ford ở Oakville và St. Thomas và Toyota Lắp ráp tại Cambridge và Woodstock. Năm 2005, General Motors tuyên bố sa thải nhân viên tại các cơ sở sản xuất ở Bắc Mỹ, trong đó có hai nhà máy GM lớn ở Oshawa và một cơ sở đào tạo lái xe tại St. CatharinesDẫn đến 8.000 việc làm bị mất ở Ontario một mình. Năm 2006, Ford Motor Company tuyên bố từ 25,000 đến 30,000 người sa thải cho đến năm 2012; Ontario đã được cứu thoát tồi tệ nhất, nhưng mất việc đã được công bố cho các cơ sở St Thomas và nhà máy Casting Windsor. Tuy nhiên, tổn thất này sẽ được bù đắp bởi việc công bố gần đây của Ford về một cơ sở sản xuất xe hybrid được dự kiến sẽ bắt đầu sản xuất vào năm 2007 tại nhà máy Oakville và việc tái giới thiệu Camaro của GM sẽ được sản xuất tại Oshawa. Vào ngày 4 tháng 12 năm 2008, Toyota đã công bố việc khai trương nhà máy RAV4 tại Woodstock, vàHonda cũng có kế hoạch bổ sung thêm một nhà máy động cơ tại nhà máy tại Alliston. Mặc dù các nhà máy mới này được đưa vào sử dụng trực tuyến nhưng Ontario vẫn chưa hồi phục hoàn toàn sau những đợt sa thải hàng loạt gây ra bởi cuộc suy thoái toàn cầu; Tỷ lệ thất nghiệp của họ là 7,3% vào tháng 5 năm 2013,  so với 8,7% trong tháng 1 năm 2010  và khoảng 6% trong năm 2007. Tháng 9 năm 2013, chính phủ Ontario đã cam kết 70,9 triệu CAD cho nhà máy Ford ở Oakville, Chính phủ liên bang đã cam kết 71,1 triệu CAD, để đảm bảo 2.800 việc làm. Tỉnh này đã mất 300.000 việc làm trong thập kỷ từ năm 2003, và Ngân hàng Canada ghi nhận rằng "trong khi các ngành công nghiệp năng lượng và khai thác mỏ đã được hưởng lợi từ các phong trào này, áp lực lên ngành chế tạo đã tăng lên, vì nhiều công ty trong ngành này đã Đối phó với cạnh tranh ngày càng tăng từ các nền kinh tế có chi phí thấp như Trung Quốc ".
Ngành công nghiệp thép của Ontario đã từng tập trung vào Hamilton. Cảng Hamilton, có thể được xem như là một trong những cầu QEW Skyway cầu, là một đất công nghiệp đất hoang; Thép Mỹ thuộc sở hữu Stelco công bố vào mùa thu năm 2013 rằng họ sẽ đóng cửa vào năm 2014, với sự mất mát của 875 việc làm. Động thái này cho thấy một nhà sản xuất công suất 2 triệu tấn / năm sẽ bị đóng cửa trong khi Canada nhập khẩu 8 triệu tấn thép vào năm trước.  Algoma Steel vẫn duy trì một nhà máy ở Sault Ste Marie.
Toronto, thủ phủ của Ontario, là trung tâm dịch vụ tài chính và ngành ngân hàng của Canada. Các thành phố lân cận là nơi phân phối sản phẩm, các trung tâm công nghệ thông tin và các ngành sản xuất khác nhau. Chính phủ liên bang của Canada là công ty lớn nhất trong khu vực thủ đô, trong đó tập trung vào các thành phố biên giới của Ottawa Ontario và Quebec Gatineau.
Ngành công nghệ thông tin rất quan trọng, đặc biệt là ở khu vực phía Bắc Thung lũng Silicon của Ottawa, cũng như khu vực Waterloo, nơi có trụ sở chính của Research in Motion (các nhà phát triển của điện thoại thông minh BlackBerry). BlackBerry một lần cung cấp hơn 19 phần trăm các công việc ở địa phương và sử dụng hơn 13% của toàn bộ người dân địa phương [ cần dẫn nguồn ] trước khi nó được cung cấp 9.500 sa thải trong năm 2013. OpenText và ATS Automation Systems Tooling của Cambridge làm cho ngôi nhà của mình ở khu vực này quá. Mike Lazaridis, Một trong những người sáng lập của RIM, được thành lập vào năm 1999 Viện Perimeter, sau đó vào năm 2002 Viện về Máy tính lượng tử, sau đó trong năm 2013 Quantum Valley Investments, để cày một phần lợi ích của RIM trở lại nghiên cứu và phát triển.
Vào năm 2014, đoạn đường cao tốc 401 giữa Toronto và Waterloo đã trở thành hành lang đổi mới lớn thứ hai thế giới sau thung lũng Silicon của California, sử dụng gần 280.000 nhân viên công nghệ từ khắp nơi trên thế giới và chứa trên 60% ngành công nghệ cao của Canada.
Hamilton là thành phố sản xuất thép lớn nhất ở Canada theo sát bởi Sault Ste. Marie, và Sarnia là trung tâm sản xuất hóa dầu. Xây dựng đã sử dụng hơn 6,5% lực lượng lao động của tỉnh vào tháng 6 năm 2011.
Ngành khai thác mỏ và lâm sản, đặc biệt là bột giấy và giấy, là yếu tố sống còn cho nền kinh tế của Bắc Ontario. Đã có tranh cãi về trữ lượng khoáng sản của Ring of Fire, và liệu tỉnh có đủ tiền để chi 2,25 tỷ đô la Canada trên đường từ Đường cao tốc Trans-Canada gần Kenora đến tiền gửi, hiện tại trị giá 60 tỷ đô la Canada.
Du lịch đóng góp rất lớn vào nền kinh tế của miền trung Ontario, đạt đỉnh điểm trong những tháng hè vì sự phong phú của nước ngọt giải trí và hoang dã được tìm thấy ở đó gần với các trung tâm đô thị lớn. Vào các thời điểm khác trong năm, săn bắn, trượt tuyết và xe trượt tuyết rất phổ biến. Vùng này có một số màn hình hiển thị màu sắc rực rỡ nhất ở bất kỳ đâu trên lục địa, và các chuyến tham quan hướng tới du khách nước ngoài được tổ chức để xem chúng. Du lịch cũng đóng vai trò quan trọng trong các thành phố biên giới với các sòng bạc lớn, trong số đó là Windsor, Cornwall, Sarnia và Niagara Falls, nơi thu hút hàng triệu du khách quốc tế và Mỹ.

### Nông nghiệp

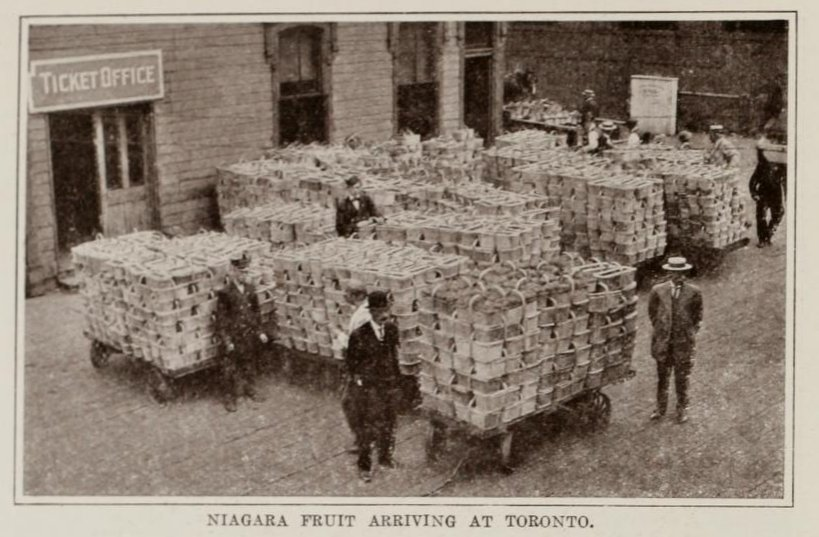
Phân phối trái cây từ vùng Niagara,năm 1949

Một khi ngành công nghiệp chiếm ưu thế, nông nghiệp chiếm một tỷ lệ nhỏ trong dân số. Tuy nhiên, phần lớn diện tích đất ở nam Ontario được giao cho nông nghiệp. Như bảng dưới đây cho thấy, trong khi số lượng trang trại cá nhân giảm đều và quy mô tổng thể của họ đã giảm với tốc độ thấp hơn, cơ giới hóa nhiều hơn đã hỗ trợ tăng cung để đáp ứng nhu cầu ngày càng tăng của một nền dân số ngày càng tăng; Điều này cũng đồng nghĩa với sự gia tăng dần trong tổng số đất sử dụng cho trồng cây.
Các loại trang trại thông thường được báo cáo trong cuộc Tổng điều tra năm 2001 bao gồm các loại trang trại cho gia súc, hạt nhỏ và sữa. Ngành trồng nho và trồng nho chủ yếu nằm trên Bán đảo Niagara và dọc theo Hồ Erie, nơi có các trang trại thuốc lá. Thị trường rau cải phát triển trong đất phong phú của Hà Lan Marsh gần Newmarket. Khu vực gần Windsor cũng rất phì nhiêu. Nhà máy Heinz ở Leamington được mua lại vào mùa thu năm 2013 của Warren Buffett và một đối tác của Brazil, sau đó đã đưa 740 người ra khỏi công việc.  Các khoản trợ cấp của chính phủ đã được theo sau một thời gian ngắn; Thủ hiến Kathleen Wynne đã cung cấp 200.000 đô la Canada để giảm đòn, và hứa hẹn rằng một nhà chế biến thực phẩm khác sẽ sớm được tìm thấy.  Vào ngày 10 tháng 12 năm 2013, Kellogg tuyên bố sa thải cho hơn 509 công nhân tại một nhà máy sản xuất ngũ cốc ở London.  Kellogg có kế hoạch chuyển vị trí sang Thái Lan. 
| Canh tác ở Ontario                                  | Canh tác ở Ontario | 1986       | 1991       | 1996       | Năm 2001    | Năm 2006   |
| --------------------------------------------------- | ------------------ | ---------- | ---------- | ---------- | ----------- | ---------- |
| Số trang trại                                       | Số trang trại      | 72.713     | 68.633     | 67.520     | 59.728      | 57.211     |
| Toàn bộ                                             | Hectares           | 5.646.582  | 5.451.379  | 5.616.860  | 5.466.233   | 5.386.453  |
| Toàn bộ                                             | Acres              | 13,953,009 | 13.470.652 | 13.879.565 | 13.5057.358 | 13.310.217 |
| Trồng trọt                                          | Hectares           | 3.457.966  | 3.411.667  | 3.544.927  | 3.656.705   | 3.660.941  |
| Trồng trọt                                          | Acres              | 8.544.821  | 8,430,438  | 8.759.707  | 9.035.916   | 9.046.383  |
|                                                     |                    |            |            |            |             |            |
| Nguồn: Thống kê Canada, Tổng điều tra Nông nghiệp . |                    |            |            |            |             |            |

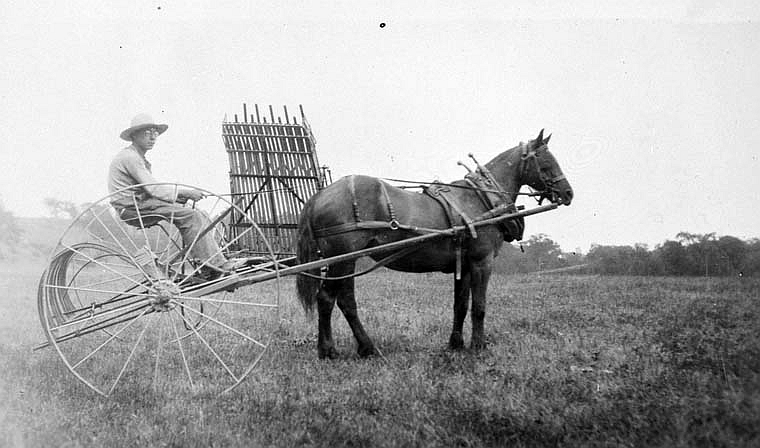
Trường Nông nghiệp Do Thái ở Georgetown, Ontario,được thành lập vào năm 1927 và phục vụ như là một trường đào tạo cho trẻ mồ côi Do Thái trong chiến tranh Ba Lan,đượcđưa tới Canada sau Thế chiến thứ nhất.

Khu vực được định nghĩa là Vành ngô chứa nhiều khu vực phía tây nam của tỉnh, mở rộng đến tận phía Bắc gần Goderich, nhưng ngô và đậu nành được trồng ở khu vực phía nam của tỉnh. Vườn Apple là một cảnh quan phổ biến dọc theo bờ biển phía nam của vịnh Nottawasaga (một phần của vịnh Georgian) gần Collingwood và dọc theo bờ phía bắc của Hồ Ontario gần Cobourg. Sản xuất thuốc lá, tập trung tại Quận Norfolk, đã giảm, cho phép tăng các cây trồng thay thế như cây phỉ và nhân sâm. Nguồn gốc của Ontario của Massey Ferguson, một lần là một trong những trang trại lớn nhất thực hiệncác nhà sản xuất trên thế giới, cho thấy tầm quan trọng khu vực nông một lần [ cần dẫn nguồn ] phải nền kinh tế Canada.
Việc cung cấp đất nông nghiệp hạn chế của miền Nam Ontario sẽ không còn sản xuất nữa với tốc độ gia tăng. Việc mở rộng đô thị và các trường hợp mất đất nông nghiệp góp phần làm mất hàng ngàn mẫu đất sản xuất nông nghiệp tại Ontario mỗi năm. Hơn 2.000 trang trại và 150.000 mẫu Anh (61.000 ha) đất nông nghiệp trong GTA đã bị mất đi trong hai thập kỷ giữa năm 1976 và năm 1996. Sự mất mát này chiếm khoảng 18% diện tích đất nông nghiệp của Ontario được chuyển sang mục đích đô thị., Việc gia tăng các khoản trợ cấp nông thôn sẽ tạo ra sự can thiệp lớn hơn cho sản xuất nông nghiệp.

### Năng lượng
Đạo luật về Năng lượng Xanh và Kinh tế Xanh, 2009 (GEA), có cách tiếp cận hai mặt để thương mại hóa năng lượng tái tạo:
1. Đưa thêm nhiều nguồn năng lượng tái tạo cho tỉnh
2. áp dụng nhiều biện pháp năng lượng hiệu quả để giúp bảo tồn năng lượng

Dự thảo dự kiến chỉ định một Người hướng dẫn năng lượng tái tạo để cung cấp hỗ trợ "một cửa sổ" và hỗ trợ cho các nhà phát triển dự án để tạo điều kiện cho việc phê duyệt dự án.
Quy trình phê duyệt cho các dự án truyền tải cũng sẽ được hợp lý hóa và (lần đầu tiên ở Ontario) dự luật sẽ ban hành các tiêu chuẩn cho các dự án năng lượng tái tạo. Chủ nhà sẽ được hưởng ưu đãi để phát triển các nguồn năng lượng tái tạo quy mô nhỏ như các khoản vay thấp hoặc không có lãi để trang trải cho chi phí vốn của các cơ sở sản xuất năng lượng tái tạo như các tấm pin mặt trời.
Ontario là nơi có Thác Niagara, cung cấp một lượng điện lớn cho tỉnh. Trạm phát điện hạt nhân Bruce, nhà máy điện hạt nhân lớn thứ hai trên thế giới, cũng nằm ở Ontario và sử dụng 8 lò phản ứng CANDU để cung cấp điện cho tỉnh bang.

## Chính phủ, luật pháp và chính trị

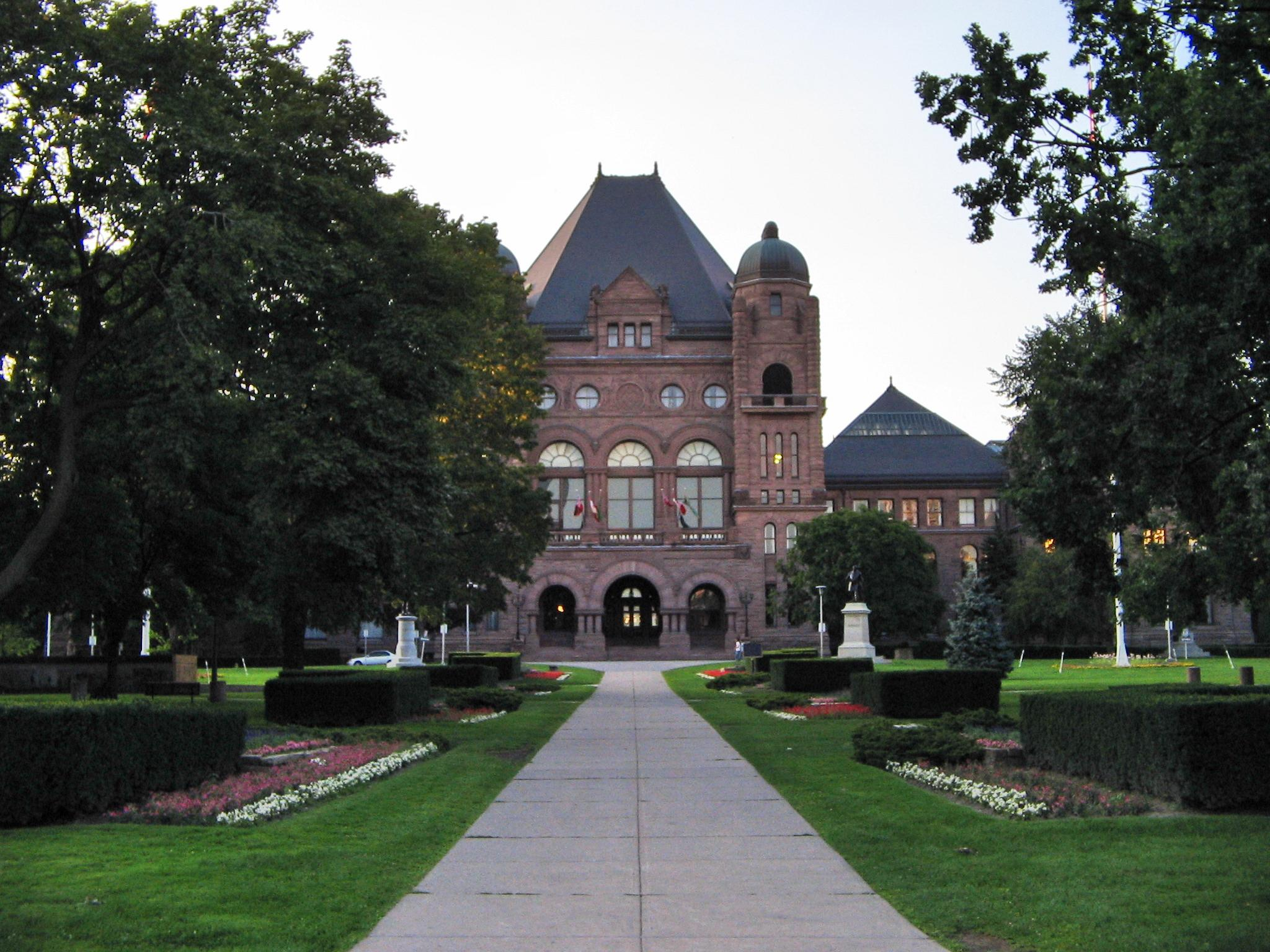
Tòa lập pháp Ontario ở Toronto

Điều 69 Luật Bắc Mỹ thuộc Anh 1867 quy định "Sẽ có một cơ quan lập pháp cho Ontario gồm tỉnh trưởng và một viện, được gọi là Hội đồng Lập pháp Ontario." Hội đồng Lập pháp gồm 124 thành viên được bầu ra từ khu vực bầu cử trên toàn tỉnh theo chế độ đầu phiếu đa số tương đối.
Tòa nhà lập pháp tại Queen's Park là trụ sở chính phủ. Theo hệ thống Westminster, lãnh đạo đảng nắm giữ đa số ghế trong Hội đồng Lập pháp được gọi là "Thủ hiến và Chủ tịch Hội đồng" (Luật Hội đồng Hành chính RSO 1990). Thủ hiến bổ nhiệm Hội đồng Hành chính (tức nội các) gồm các thành viên được gọi là bộ trưởng của quân chủ.
Mặc dù Luật Hội đồng Lập pháp gọi các thành viên Hội đồng Lập pháp là "thành viên hội đồng", các nhà lập pháp hiện nay được gọi là MPPs (thành viên Nghị viện tỉnh) bằng tiếng Anh và députés de l'Assemblée (đại biểu hội đồng)bằng tiếng Pháp, nhưng họ cũng được gọi là MLAs (thành viên Hội đồng Lập pháp), và cả hai đều có thể chấp nhận được. Thủ hiến Ontario có thể được gọi trong tiếng Anh là Prime Minister of Ontario, tương tự như tên gọi chính thức trong tiếng Pháp (le Premier ministre) nhưng bây giờ thường tránh dùng danh hiệu này để tránh nhầm lẫn với thủ tướng Canada.

### Luật
Ontario đã phát triển, từ nguồn gốc của nó ở Thượng Canada, vào một thẩm quyền hiện đại. Các chức danh cũ của các luật sư trưởng, Tổng Chưởng lý và Tổng luật sư, vẫn còn được sử dụng. Cả hai đều chịu trách nhiệm về Lập pháp. Tổng chưởng lý soạn thảo luật pháp và chịu trách nhiệm về việc truy tố hình sự và quản lý công lý, trong khi Tổng luật sư chịu trách nhiệm thực thi pháp luật và các dịch vụ cảnh sát của tỉnh.

### Chính trị
Ontario có nhiều đảng. Ba đảng chính là Đảng Tự do của Trung ương Đảng, Đảng Bảo thủ Tiến bộ Tiến bộ Ontario, và Đảng Dân chủ Mới Ontario. Mỗi bên trong ba đảng đã nhận được uỷ nhiệm đa số trong một cuộc bầu cử cấp tỉnh từ năm 1990.
Ontario được lãnh đạo bởi chính phủ đa số của Thủ hiến Kathleen Wynne, một người tự do. Kể từ khi giành được quyền lực của cựu Thủ hiến Dalton McGuinty vào năm 2003, Ontario Liberals đã được tái đắc cử ba lần: trong năm 2007, 2011, và 2014 cuộc tổng tuyển cử.
Trong cuộc bầu cử liên bang năm 2011 ở Ontario, Đảng Bảo thủ Canada đã được bầu vào 73 lần cai nghiện, Đảng Dân chủ Mới ở 22 và Đảng Tự do Canada trong 11. Đảng Xanh đã không giành được ghế ở Ontario, nhưng Bruce Hyer (Dân biểu của Thunder Bay-Superior Bắc) đã đổi đảng tịch từ Đảng Dân chủ Mới sang Đảng Xanh từ năm 2013 cho đến khi Nghị viện chấm dứt cuộc bầu cử liên bang năm 2015.

## Giáo dục
Hệ sau trung học phổ thông tại Ontario có 22 trường đại học công lập, 24 trường cao đẳng công lập (21 trường cao đẳng nghệ thuật ứng dụng và công nghệ (CAATs) và ba viện công nghệ và học tập nâng cao (ITALs)), 17 trường đại học tôn giáo được tài trợ bởi tư nhân, và hơn 500 trường cao đẳng nghề tư thục.
Hệ thống cấp tiểu học và trung học cơ sở gồm: 31 trường dạy theo chương trình tiếng anh công lập, 29 trường dạy chương trình tiếng anh công giáo, 4 trường dạy tchuowng trình tiếng Pháp công lập và 8 trường tiếng Pháp công giáo.
Tại Canada, việc xây dựng môi trường giáo dục hoàn thoàn thuộc vào thẩm quyền của tỉnh bang. Liên bang chỉ theo dõi chứ không  sau sát vào quá trình xây dựng môi trường và hệ thống giáo dục tại tỉnh bang. Tại mỗi tỉnh bang sẽ tồn tại các trường dành cho người dân tộc Ấn, đây là trường hợp duy nhất được liên bang tài trợ.
Các trường tiểu học và trung học công lập do Bộ Giáo dục Ontario quản lý, trong khi các trường cao đẳng và đại học do Bộ Đào tạo, Cao đẳng và Đại học Ontario quản lý. Các Bộ trưởng tương ứng hiện tại của mỗi người là Stephen Lecce và Ross Romano.
Các hiến pháp CanadaCung cấp cho mỗi tỉnh có trách nhiệm giáo dục đại học và không có bộ giáo dục đại học liên bang tương ứng. Trong chủ nghĩa liên bang của Canada phân chia trách nhiệm và quyền hạn thuế giữa các chính phủ Ontario và Canada tạo ra nhu cầu hợp tác để tài trợ và cung cấp giáo dục đại học cho sinh viên. Mỗi hệ thống giáo dục đại học nhằm mục đích cải thiện sự tham gia, tiếp cận, và tính lưu động cho học sinh. Có hai tổ chức trung ương hỗ trợ quá trình nộp đơn vào các trường đại học và cao đẳng Ontario: Trung tâm Ứng dụng các trường đại học Ontario và Dịch vụ Ứng dụng Cao đẳng Ontario.
Mặc dù các dịch vụ ứng dụng được tập trung, các thủ tục tuyển chọn và lựa chọn khác nhau và là tầm nhìn của mỗi tổ chức độc lập. Nhập học vào các cơ sở giáo dục sau trung học tại Ontario có thể rất cạnh tranh. Sau khi nhập học, sinh viên có thể tham gia với đại diện sinh viên trong khu vực với các Liên đoàn Canada Học Sinh, các Canada Liên minh các Hội Sinh viên, các Đại học Student Alliance Ontario, hoặc thông qua Liên minh Sinh viên Trường Cao đẳng ở Ontari

## Giao thông vận tải

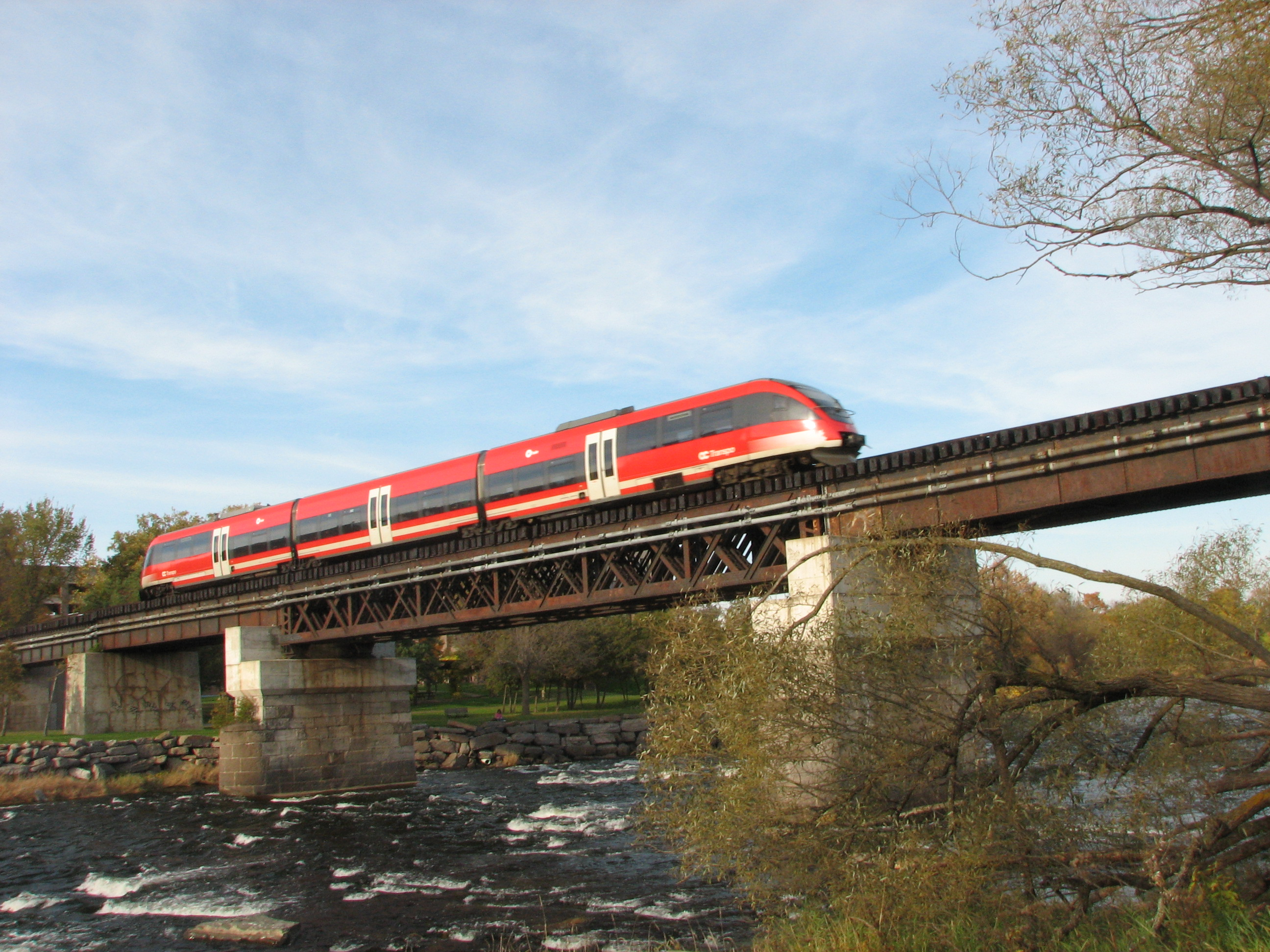
Đoàn tàu đi qua sông Rideau

Các tuyến đường vận chuyển ở Ontario phát triển từ đường thủy đầu và đường đi của First Nations theo sau bởi các nhà thám hiểm châu Âu. Ontario có hai tuyến đường đông-tây lớn, bắt đầu từ Montreal ở tỉnh lân cận của Quebec. Tuyến đường phía bắc, là một tuyến thương mại lông thú lớn, di chuyển về phía tây từ Montreal dọc theo sông Ottawa, sau đó tiếp tục hướng tây bắc về phía Manitoba. Các thành phố lớn trên hoặc gần tuyến bao gồm Ottawa, Vịnh Bắc, Sudbury, Sault Ste. Marie, và Thunder Bay. Tuyến phía nam, được thúc đẩy bởi sự tăng trưởng trong các khu định cư do Cơ quan Trung thành Thống nhất Hoa Kỳ và những người nhập cư châu Âu khác, Đi theo hướng tây nam từ Montreal dọc theo Sông St. Lawrence, Hồ Ontario và Hồ Erie trước khi vào Hoa Kỳ ở Michigan. Các thành phố lớn trên hoặc gần tuyến bao gồm Kingston, Belleville, Peterborough, Oshawa, Toronto, Mississauga, Kitchener-Waterloo, Hamilton, London, Sarnia và Windsor. Tuyến đường này cũng được người nhập cư sử dụng rộng rãi đến vùng Trung Tây Hoa Kỳ đặc biệt vào cuối thế kỷ 19.
Đường cao tốc 400-Series tạo thành mạng lưới xe buýt chính ở phía nam của tỉnh, nối liền với nhiều cửa khẩu biên giới với Hoa Kỳ, nhất là Đường hầm Detroit-Windsor và Cầu Ambassador và Cầu Nước Xanh (qua Quốc lộ 402). Một số đường cao tốc chính dọc theo tuyến đường phía nam là Quốc lộ 401, Quốc lộ 417 và Quốc lộ 400,  trong khi các đường cao tốc tỉnh và đường nội bộ khác kết nối với phần còn lại của tỉnh.

Quốc lộ 401 là tuyến đươngt cao tốc nhộn nhịp nhất Bắc Mỹ,đòng thời là một trong những tuyến đường cao tốc nhộn nhịp nhất thế giới

Các Saint Lawrence Seaway, mà mở rộng trên hầu hết các phần phía nam của tỉnh và kết nối với Đại Tây Dương, là chính vận chuyển nước đường cho hàng hóa, đặc biệt là quặng sắt và ngũ cốc. Trong quá khứ, Hồ Great Lakes và Sông Saint Lawrence cũng là một tuyến vận tải hành khách lớn, nhưng trong nửa thế kỷ vừa qua hành khách đã bị giảm xuống các dịch vụ phà và tham quan du lịch trên biển.
Qua Đường sắt hoạt động dịch vụ vận tải hành khách liên vùng trên Hành lang Windsor-Quebec, cùng với The Canadian , một tuyến đường sắt xuyên lục địa từ Nam Ontario đến Vancouver, và tàu Sudbury-White River. Ngoài ra, tuyến đường sắt Amtrak nối Ontario với các thành phố New York chính gồm Buffalo, Albany và Thành phố New York. Ontario Northland cung cấp dịch vụ đường sắt đến các điểm đến phía bắc như Moosonee gần Vịnh James, kết nối chúng với phía nam.
Đường sắt vận chuyển hàng hóa bị chi phối bởi các sáng lập xuyên quốc gia Đường sắt Quốc gia Canada và đường sắt CP các công ty, mà trong năm 1990 bán nhiều tuyến đường sắt ngắn từ mạng lưới rộng lớn của họ cho các công ty tư nhân hoạt động chủ yếu ở phía nam.
Tuyến đường sắt đi lại khu vực bị giới hạn bởi GO Transit thuộc tỉnh, và phục vụ mạng lưới xe lửa bao gồm khu vực Golden Horseshoe.
Các Transit Ủy ban Toronto hoạt động duy nhất của tỉnh tàu điện ngầm và xe điện hệ thống, một trong những bận rộn nhất ở Bắc Mỹ. OC Transpo hoạt động, ngoài dịch vụ xe buýt, tuyến đường sắt nhẹ duy nhất của Ontario, O-Train ở Ottawa.

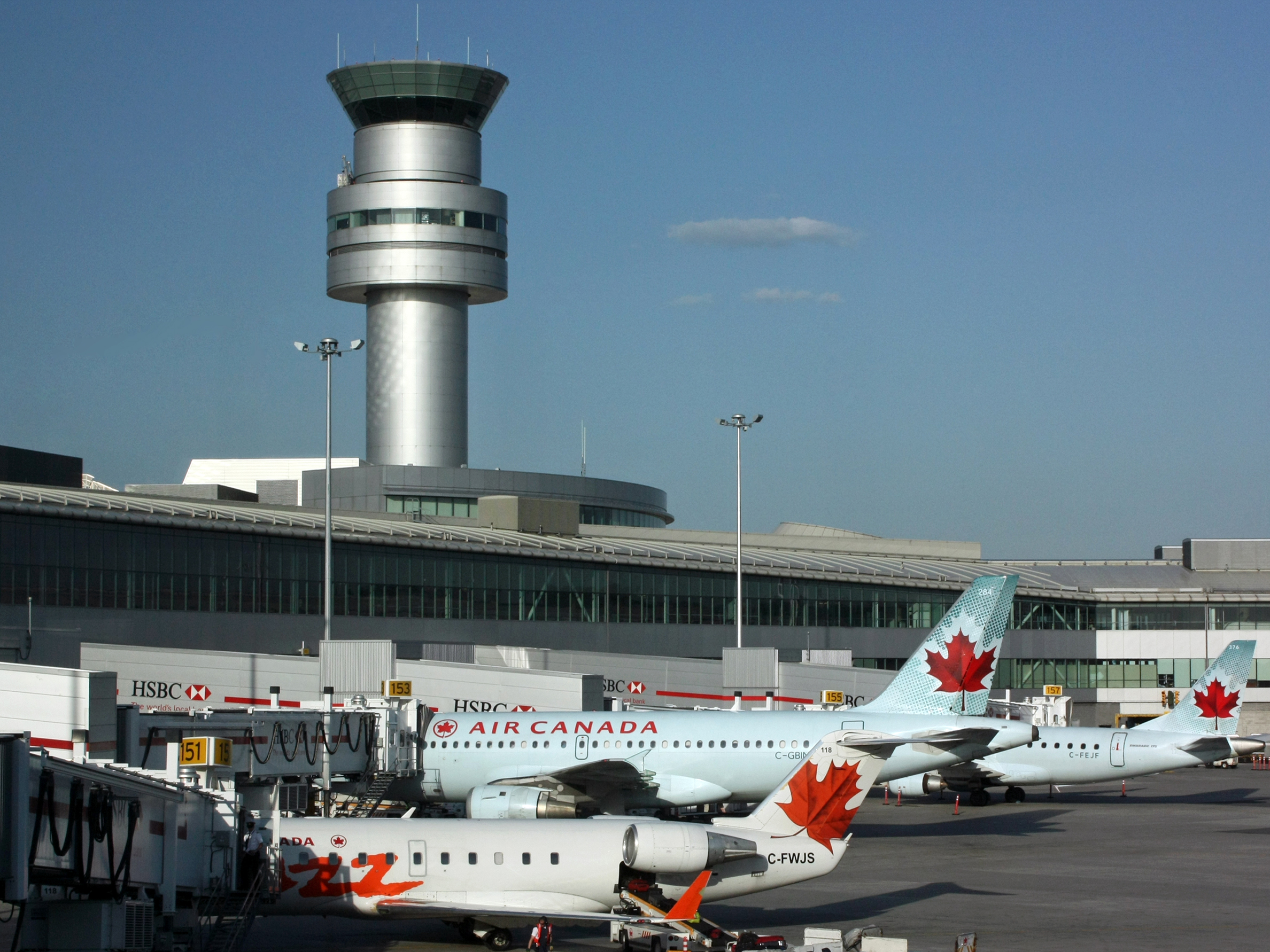
Air Canada là hãng hàng không lớn nhất hoạt động tại Ontario. Trung tâm lớn nhất của nó là tại Sân bay Quốc tế Pearson ở Mississauga.

Một tuyến tàu điện ngầm đường sắt gọi là Confederation Line đang được xây dựng tại Ottawa. Nó sẽ có 13 trạm trên 12,5 km (7,8 dặm) và một phần của nó sẽ chạy dưới Downtown của thành phố và có ba trạm ngầm. Ngoài ra, hệ thống đường sắt nhẹ Ion và xe buýt tốc độ cao đang được xây dựng trong khu vực Waterloo của tỉnh.
Các sân bay quan trọng trong tỉnh bao gồm Sân bay Quốc tế Toronto Pearson, là sân bay bận nhộn nhịp nhất ở Canada, đón hơn 41 triệu hành khách vào năm 2015.  Sân bay Quốc tế Ottawa Macdonald-Cartier là sân bay lớn thứ hai của Ontario. Toronto / Pearson và Ottawa / Macdonald-Cartier tạo thành hai trong số ba điểm trong các tuyến không lưu của Canada (điểm thứ ba là Sân bay Quốc tế Montréal-Pierre Elliott Trudeau).
Hầu hết các thành phố ở Ontario đều có các sân bay trong khu vực, nhiều sân bay có các chuyến bay từ Air Canada Jazz hoặc các hãng hàng không và các hãng hàng không nhỏ hơn - các chuyến bay từ các thành phố cỡ trung như Thunder Bay, Sault Ste. Marie, Sudbury, North Bay, Timmins, Windsor, London và Kingston trực tiếp đưa vào các sân bay lớn ở Toronto và Ottawa. Bearskin Airlines cũng điều hành các chuyến bay dọc theo tuyến phía đông-tây bắc, kết nối Ottawa, Vịnh Bắc, Sudbury, Sault Ste. Marie, Kitchener và Thunder Bay trực tiếp.
Các thành phố và khu định cư bị cô lập ở các khu vực phía Bắc của tỉnh phụ thuộc hoàn toàn vào dịch vụ vận chuyển hàng không, hàng không, và thậm chí cả dịch vụ cứu thương (MEDIVAC) vì phần lớn khu vực phía Bắc của tỉnh không thể đi bằng đường bộ hoặc đường sắt.